# Martin-Luther-Kirche (Goldenstedt)

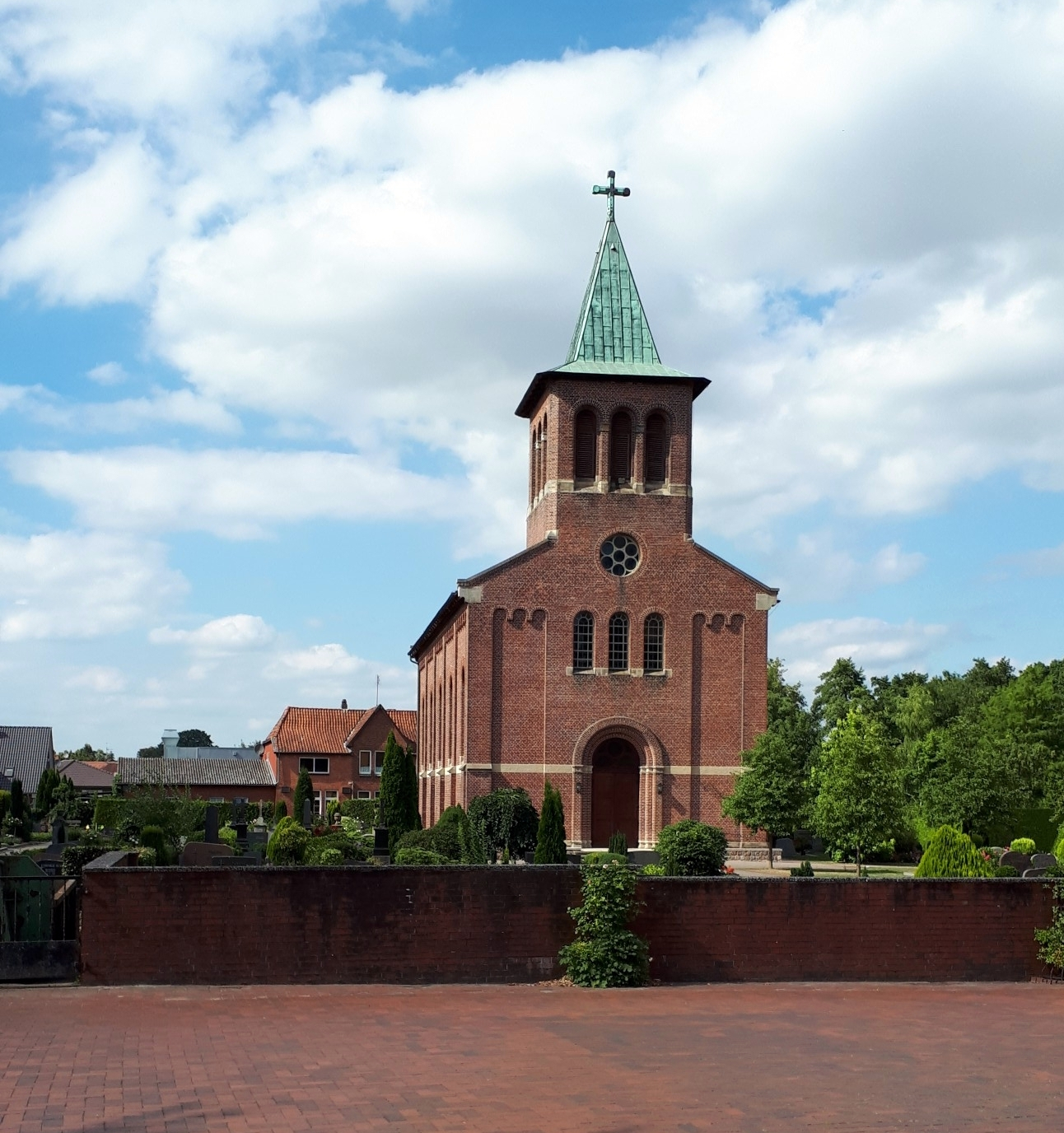
Martin-Luther-Kirche Goldenstedt

Die Martin-Luther-Kirche in Goldenstedt ist die Pfarrkirche der Evangelisch-lutherischen Kirchengemeinde Goldenstedt, die dem Kirchenkreis Oldenburger Münsterland der Evangelisch-Lutherischen Kirche in Oldenburg angehört.

## Geschichte
In Goldenstedt bestand seit 1650 das Simultaneum mixtum, bei dem Katholiken und Protestanten ihre Gottesdienste gemeinsam in der damaligen Simultankirche St. Gorgonius feierten. 1847 begann der Bau der Martin-Luther-Kirche nach Plänen des oldenburgischen Architekten Hero Dietrich Hillerns. Nach ihrer Einweihung 1850 endete das Simultaneum.

## Baubeschreibung
Es handelt sich um eine fünfjochige Saalkirche aus Backstein im Stil der Neuromanik mit Turm und Apsis. Die Kirche ist durch lisenenartige Strebepfeiler gegliedert, über den rundbogigen Fenstern befinden sich Rundbogenfriese.

## Glocken
Sowohl für die ev.-luth. wie auch für die kath. Kirche in Goldenstedt hat die Glockengießerei Otto aus Bremen-Hemelingen Bronzeglocken gegossen. Die Martin-Luther-Kirche erhielt im Jahr 1921 zwei Otto-Glocken mit den Schlagtönen f′ und as′. Die f′-Glocke wurde im Zweiten Weltkrieg eingeschmolzen. An ihrer Stelle lieferte Otto im Jahr 1950 eine neue f′-Glocke. Ihr Durchmesser beträgt 1205 mm. Sie wiegt ungefähr 1020 kg. Mit ihr erklingt die alte as′-Glocke. Ihr Durchmesser beträgt 990 mm. Sie wiegt 586 kg.